# T&Aサンマリノ
T&Aサンマリノ（T&A San Marino）は、サンマリノのプロ野球チームである。セリエA・グループC所属。元イタリアンベースボールリーグ（IBL）所属。
サンマリノ共和国セラヴァッレにあるスタディオ・ディ・ベースボール・ディ・セラヴァッレを本拠地とする。

## 概要
球団創設は1985年。
2006年と2011年、2014年にはヨーロピアン・カップ・チャンピオンで優勝した。
2010年からは、旧セリエAを改編したプロリーグ・イタリアンベースボールリーグ（IBL）に参加。
2011年から2013年までリーグ3連覇を果たし、現セリエAに再編してからも2021年・2022年と2連覇している強豪チームである。

## 所属選手

### 過去の主な所属選手
- アレッサンドロ・マエストリ（元：オリックス、2005, 2018 - 2020）
- オスカー・サラサー（元：DeNA、2006）
- チアゴ・ダ・シルバ（2008 - 2013, 2022）
- ダーウィン・クビアン（元：阪神、2011 - 2013, 2015）
- ジュニオール・ゲラ（2014）
- ロムロ・サンチェス（元：楽天、2015）
- ジャック・サントラ（2015 - 2016）
- マリオ・キアリーニ（2015 - 2017）
- ジャスティン・ジャマーノ（元：ソフトバンク、2016）
- シーザー・ヒメネス（2018）
- クリス・コラベロ（2018）
- ビクター・ガラテ（元：日本ハム、2018）
- マルクス・ソルバック（2020）